# Hoče-Slivnica
Hoče-Slivnica é um município da Eslovênia. A sede do município fica na localidade de Hoče.